# Beira railway company

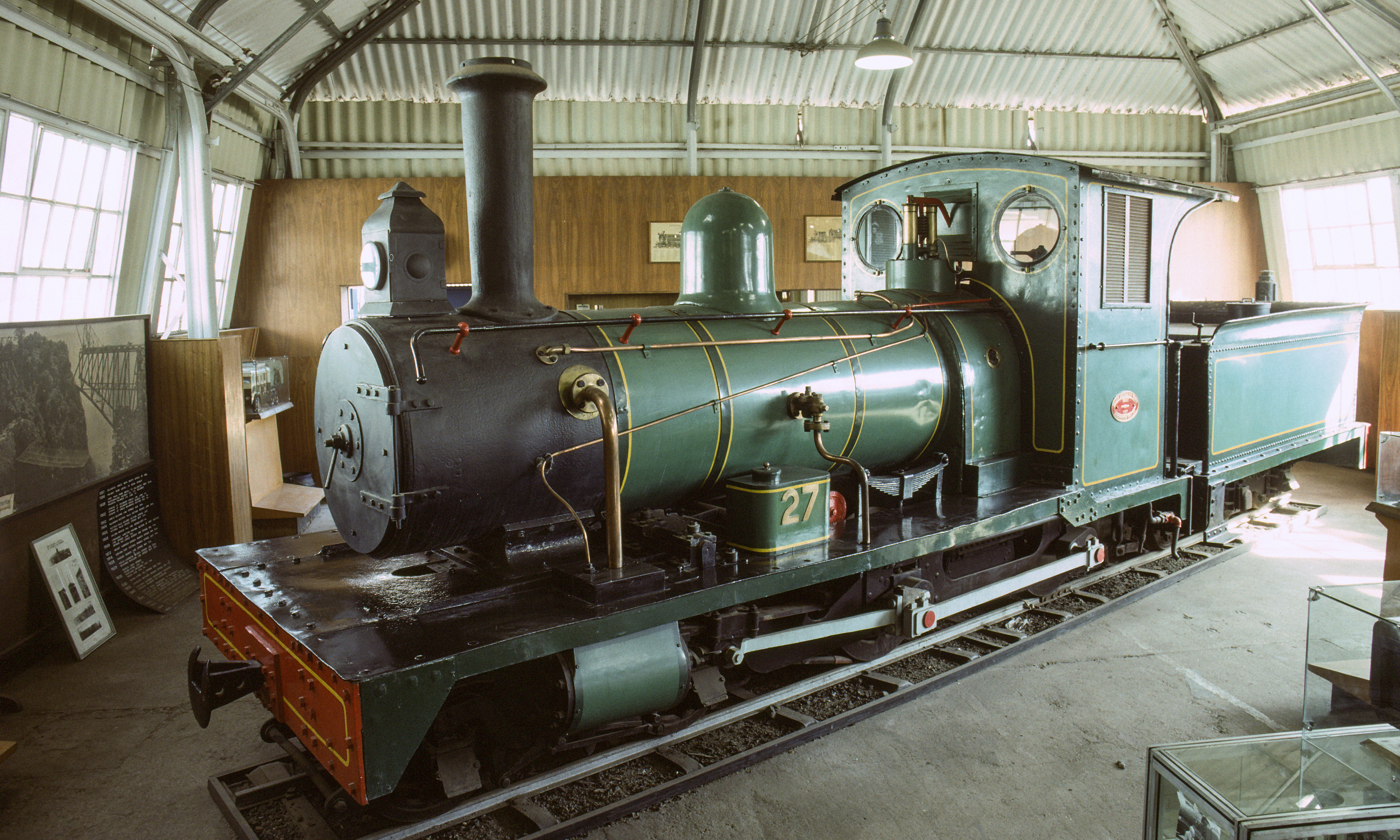
Locomotive F4 class 4-4-0 ayant servi sur la ligne avant le changement de l'écartement de voie

En septembre 1890, Cecil Rhodes atteint Salisbury (aujourd'hui Harare) et ajoute le Mashonaland à la liste des colonies de la couronne britannique. La question des transports se pose rapidement, surtout vers la côte, car le nouveau territoire est enclavé. Or, bien qu'étant à la tête de la puissante British South Africa Company, Cecil Rhodes n'est pas parvenu à conquérir des territoires à l'est d'Umtali, vers l'océan. Et pour cause ! Ces territoires sont alors sous la dépendance du Portugal, et exploités par la compagnie du Mozambique.
Le 11 juin 1891, un traité est signé entre les gouvernements britanniques et portugais. Le Portugal accepte la construction d'une ligne de chemins de fer entre la rivière Pungue et la zone d'influence britannique, ainsi que la construction de nouveaux docks et de quais dans le port de Beira. La compagnie du Mozambique reçoit tous les droits pour cette construction en juillet 1891. Le 11 septembre 1891, elle rétrocède tous ses droits à un certain Henry T. Van Laun.

## La création de la compagnie et le début des travaux
Du 26 septembre au 9 octobre 1891, Cecil Rhodes part reconnaitre le futur tracé. Les droits de concession sont ensuite rachetés à Van Laun pour la somme de 10000 livres sterling. Le 12 juillet 1892, la Beira railway company est officiellement constituée, avec un capital divisé en 600 000 actions. Ce capital est rapidement réuni grâce à la banque londonienne  d'Erlanger. Pendant ce temps, diverses tractations se déroulent pour la construction de la ligne. Rhodes fait intervenir l'un de ses lieutenants, le major Franck Johnson, pour obtenir la construction d'une première section d'une centaine de kilomètres entre Mapandas sur la rivière Pungue (actuelle Fontesvilla) et Mandigoi. Le 1er juillet 1891, le célèbre entrepreneur de travaux publics George Pauling (qui a déjà à son actif la construction de plusieurs lignes dans la province du Cap) propose la construction d'un "tramway à vapeur" en voie de 610 mm. pour une somme inférieure à 70 000 livres sterling. Pauling, qui ne s'est jamais rendu dans la région, fait des offres chiffrées apparemment très sérieuses. C'est un vieil ami de Cecil Rhodes avec lequel il a partagé les bancs de l'université d'Oxford. Bien que d'autres entrepreneurs se soient porté candidats, c'est la Pauling & Co qui l'emporte.
Un camp de base est installé à Fontesvilla et les travaux commencent en septembre 1892. Rapidement, malaria et fièvre jaune déciment les ouvriers, et il faut recourir à la main d'œuvre indienne. La main d'œuvre européenne n'est pas épargnée, puisque le taux de décès est de 60 % pendant la construction. Les premiers 30 kilomètres à partir de Fontesvilla ne présentent pas de difficultés particulières. Il en va autrement au-delà.
En novembre 1892, les terrassements sont déjà réalisés sur 22 kilomètres. Quatre kilomètres de rails sont posés, permettant la circulation de la seule locomotive et des sept wagons disponibles.
Malgré les difficultés, la première section est terminée en octobre 1893.
Cecil Rhodes est venu visiter les travaux en compagnie de l'ingénieur Charles Metcalfe, et a proposé quelques variantes de tracé. Pour le prolongement vers Chimoio, Lawley recrute 1200 ouvriers supplémentaires et en annonce 2000 autres.
En septembre 1894, on annonce la mise en place d'un train de voyageurs hebdomadaire le mercredi.
Fin 1894, le rail atteint Chimoio, et un service de deux à trois trains quotidiens est mis en place début 1895. Un hôtel dit de "première classe" est d'ailleurs construit à Chimoio afin de servir de relais. Mais il faudra encore attendre deux ans avant d'atteindre le terminus.

## La fin des travaux et l'élargissement de la voie
La révolte des Matabélés en mars 1896 convainc Cecil Rhodes que l'accès à l'océan est vital pour le Mashonaland. Une nouvelle ouverture du capital de la Beira railway company est réalisée afin de terminer la construction de la ligne. Alors que la situation devient critique, le port de Beira est atteint en octobre 1896.
En août 1897, les terrassements ont atteint Macequece (actuellement Vila de Manica) et une buvette est ouverte pour les voyageurs arrivant à ce nouveau terminus. Le 4 février 1898, le premier train de travaux arrive à Umtali. Toutes les activités du chemin de fer (dépôt des machines, ateliers, etc.) y sont alors transférées. La ligne est louée à la Pauling & Co pour une période de deux ans à compter du 30 septembre 1897. Pour être en conformité avec la loi portugaise, A.L. Lawley est nommé directeur de la compagnie, avec siège à Beira.
Les progrès rapides de la construction du Mashonaland railway vers Harare rendent vite évident le problème que constituera la rupture de charge à Umtali. De plus, la voie de 610 constitue un obstacle à l'écoulement en grandes quantités des marchandises arrivées dans le port de Beira. En mars 1899, Cecil Rhodes annonce qu'il compte élargir l'écartement de la ligne de Beira à 1,067 m. Les travaux d'élargissement de la voie débutent à Umtali en 1899. On en profite pour remplacer les ouvrages provisoires en bois par des ouvrages métalliques. Le 1er aout 1900, le premier train inaugural fourni par le MR peut parcourir officiellement la ligne de bout en bout.